# Omer Ablaÿ

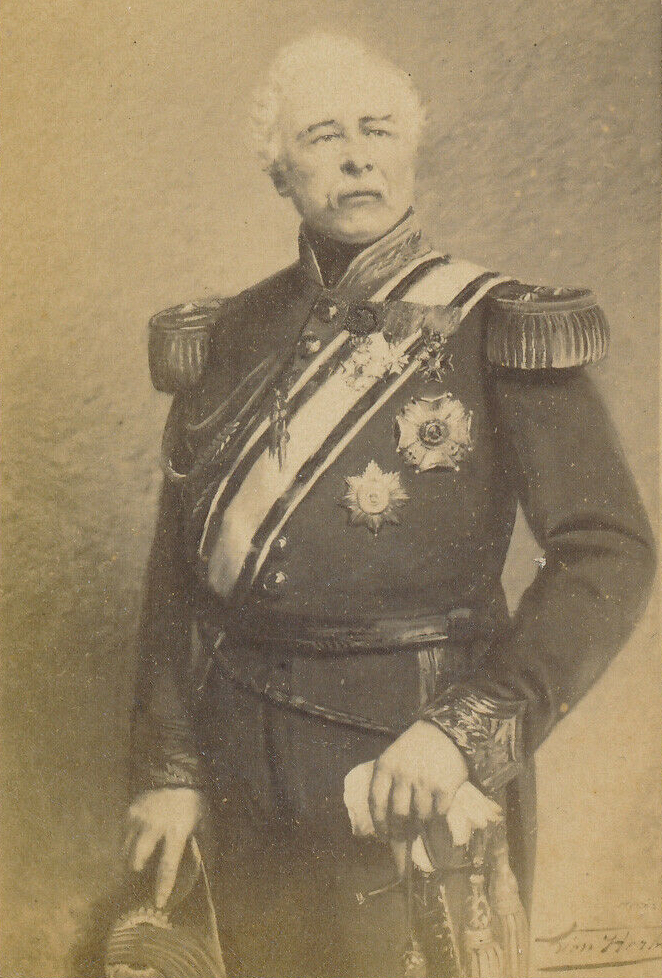
Omer Ablaÿ

Omer André Charles Ablaÿ (Bergen, 17 februari 1801 - Brussel, 23 november 1886) was een Belgisch luitenant-generaal van de cavalerie en adjudant van koning Leopold I en Leopold II.

## Biografie

### Familie
Omer Ablaÿ was een zoon van de militair Guillaume Ablaÿ en Marie-Angélique Gantois. Hij was een neef van kolonel Louis Joseph Gantois en een broer van de generaals Narcisse Ablaÿ en Jules Ablaÿ. Hij trouwde in 1839 in Mechelen met Hortense de Meester (1800-1853), tante van jhr. Raymond de Meester de Betzenbroeck, en in 1855 in Namen met barones Césarine van Eyll (1824-1872), nicht van Louis-Antoine de Brias. Het eerste huwelijk bleef kinderloos, het tweede zorgde voor een zoon en drie dochters. Hun zoon Paul Ablaÿ (1858-1936) was eveneens luitenant-generaal van de cavalerie en trouwde met een dochter van baron Edmond Whettnall.

### Loopbaan
Ablaÿ trad in 1815 toe als cadet aan de militaire school van Delft. Later werd hij tot luitenant bij het 10e regiment lansiers benoemd en diende onder koning Willem I van 1815 tot 1830. Op 5 november 1830 nam hij ontslag uit Nederlandse dienst en sloot zich aan bij het Belgische leger.
Hij nam deel aan de Belgische Revolutie van 1830 en de veldtochten tegen Nederland in 1830-1833 en 1839. Hij was achtereenvolgens:
- kapitein en majoor van het 1e regiment lansiers (1830-1842),
- luitenant-kolonel en kolonel van het 2de regiment kurassiers (1842-1848),
- adjudant van koning Leopold I (1842-1865),
- commandant van het 2de regiment gidsen (1848-1851),
- commandant van de 2de cavaleriebrigade (1851-1859),
- commandant van de divisie lichte cavalerie (1859-1866),
- adjudant van koning Leopold II (1865-1867).

Na zijn pensioen was hij voorzitter van de Société générale des officiers retraités. Hij was bestuurder van Langrand-Dumonceau en had samen met zijn broer Narcisse belangen in de Banque de Belgique. Verder was hij:
- voorzitter van de Koninklijke Maatschappij voor Dierkunde, Tuinbouw en Ontspanning van Brussel,
- concessiehouder van het Leopoldpark in Brussel.

## Decoraties
- Groot Officier Leopoldsorde
- Militair Kruis
- Herinneringskruis 1856
- Grootkruis Orde van de Rode Adelaar